# Dicaeum retrocinctum
A Dicaeum retrocinctum a madarak osztályának verébalakúak (Passeriformes) rendjébe és a virágjárófélék (Dicaeidae) családjába tartozó faj.

## Rendszerezése
A fajt John Gould angol ornitológus írta le 1872-ben.

## Előfordulása
A Fülöp-szigetekhez tartozó Mindoro szigetén honos. Természetes élőhelyei a szubtrópusi és trópusi síkvidéki esőerdők, valamint szántóföldek és ültetvények. Állandó, nem vonuló faj.

## Megjelenése
Testhossza 10 centiméter.

## Életmódja
Gyümölcsökkel, bogyókkal, nektárral és pollennel táplálkozik.

## Természetvédelmi helyzete
Az elterjedési területe kicsi és az erdőirtások miatt csökken, egyedszáma 15000 példány alatti és gyorsan csökken. A Természetvédelmi Világszövetség Vörös listáján sebezhető fajként szerepel.